# Palais de justice de Paris
Ne doit pas être confondu avec Tribunal de Paris.
Le palais de justice de Paris — le Palais de Justice — est situé dans le 1er arrondissement de la capitale française, sur l'île de la Cité, avec une emprise au sol d'environ quatre hectares (entre un cinquième et un sixième de la superficie de l'île). Il abrite la cour d'appel de Paris, la cour d'assises spéciale (affaires sensibles) et la Cour de cassation. Il entoure la Sainte-Chapelle, est contigu au 36, quai des Orfèvres et est voisin du tribunal de commerce, de la préfecture de police et du Barreau de Paris.
Le Tribunal judiciaire de Paris (anciennement Tribunal de grande instance de Paris) était aussi hébergé dans le palais de justice, et a déménagé en 2018 dans un nouveau Palais de Justice : le Tribunal de Paris.

## Histoire

### Palais de la Cité

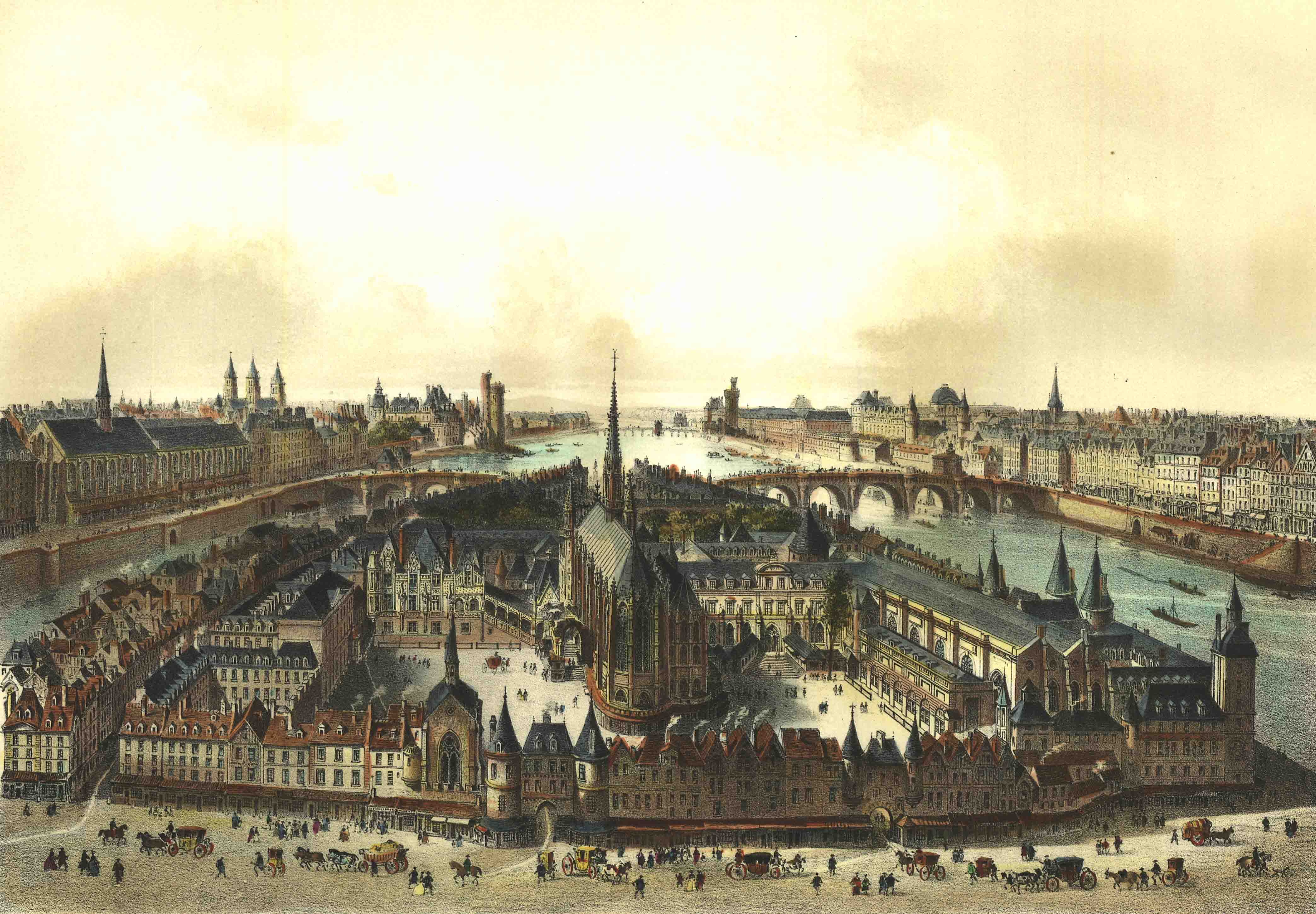
Le Palais de Justice en 1650.

Le Palais de Justice est l'ancienne curia regis dont sont issus le parlement de Paris et toutes les anciennes juridictions souveraines (Eaux et forêts, Maréchaussée, Monnaie, Maçonnerie…) et actuelles (Conseil d'État, Cour de cassation, Cour des comptes, Chancellerie, ainsi que les archives législatives et diplomatiques). Il est situé depuis son origine au Palais de la Cité qui fut la résidence et le siège du pouvoir des rois de France, du Xe au XIVe siècle et dont il reste d'importants vestiges : la grande salle avec sa cuisine, la Conciergerie, la Sainte-Chapelle, plusieurs tours et l'emprise des divers bâtiments.
Lorsque le roi Charles V décide de transférer sa résidence depuis la Cité pour l'hôtel Saint-Pol, les institutions de la Justice s'y maintiennent : parlement de Paris, Chambre des comptes et Chancellerie.

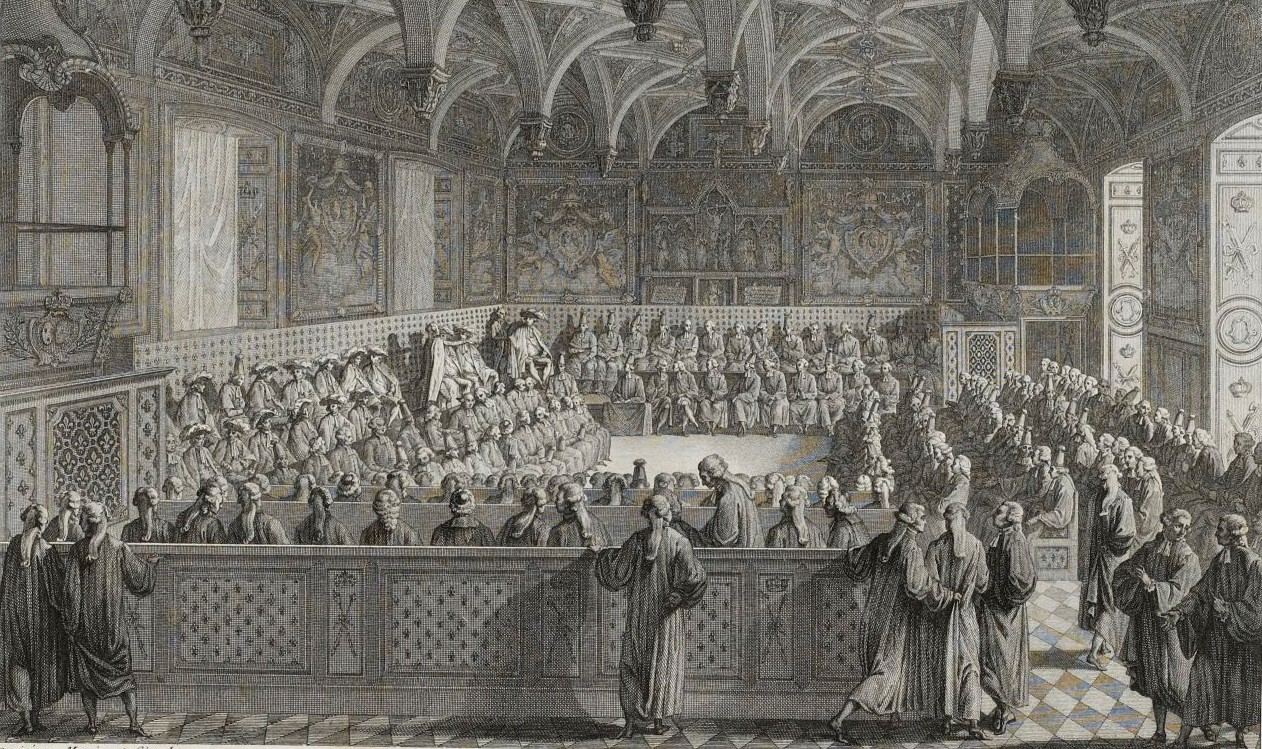
Séance du parlement le 19 novembre 1787 en présence de Louis XVI au fond à gauche (musée de la Révolution française).

Le Palais eut à subir plusieurs incendies. En 1601, la salle des pas perdus est touchée et la collection des statues en bois des rois de France est détruite. En 1618, la Grand'Salle est ravagée et sa reconstruction confiée à Salomon de Brosse. En 1630, c'est la flèche de la Sainte-Chapelle qui est victime du feu puis la Cour des comptes subit le même sort en 1737. En 1776, sous le règne de Louis XVI, un incendie consume la partie s'étendant entre la Conciergerie et la Sainte-Chapelle.
La façade qui domine la cour du Mai, de toute l'entrée principale du Palais, est reconstruite entre 1783 et 1786 en style néo-classique avec colonnade. La grille monumentale en fer forgé, très ouvragée avec des dorures, qui ouvre sur la cour du Mai, aujourd'hui en très mauvais état, a été exécutée en 1776 par le maître serrurier Bigonnet. Sous la Révolution, le Palais est le siège du Tribunal révolutionnaire du 6 avril 1793 au 31 mai 1795, date à laquelle il est remplacé par le Tribunal de cassation.

### Palais de justice
Le Palais de Justice prend une nouvelle dimension politique sous la Restauration. En effet, depuis Louis XVIII et Charles X, le débat judiciaire dispute la préférence au débat parlementaire. De nouveaux postes sont créés, mais les locaux ne suffisent plus à accueillir le volume croissant des affaires. C’est à ce moment que les tout premiers travaux de restauration sont entrepris. Les affaires judiciaires ne cessant d’augmenter, la monarchie de Juillet lance un vaste programme d’agrandissement du Palais. Jean-Nicolas Huyot est chargé de rédiger un projet d’agrandissement et d’isolement afin d’en faire un édifice majestueux.
En 1840, une ordonnance royale officialise le projet de plan d'agrandissement et d'isolement du palais de justice,. Joseph-Louis Duc et Étienne-Théodore Dommey, à la suite du décès de Huyot, sont nommés pour mener à bien ce projet. Les plans sont modifiés en 1846. Louis-Philippe ne verra cependant pas l’achèvement des travaux, à cause du déclenchement de la révolution de 1848 et c’est sous Napoléon III que ceux-ci vont trouver enfin leur rythme de croisière. Les statues de Charlemagne et de Philippe Auguste sont l'œuvre en 1860 du sculpteur Philippe Joseph Henri Lemaire.

La salle des pas perdus après l’incendie de la Commune en 1871
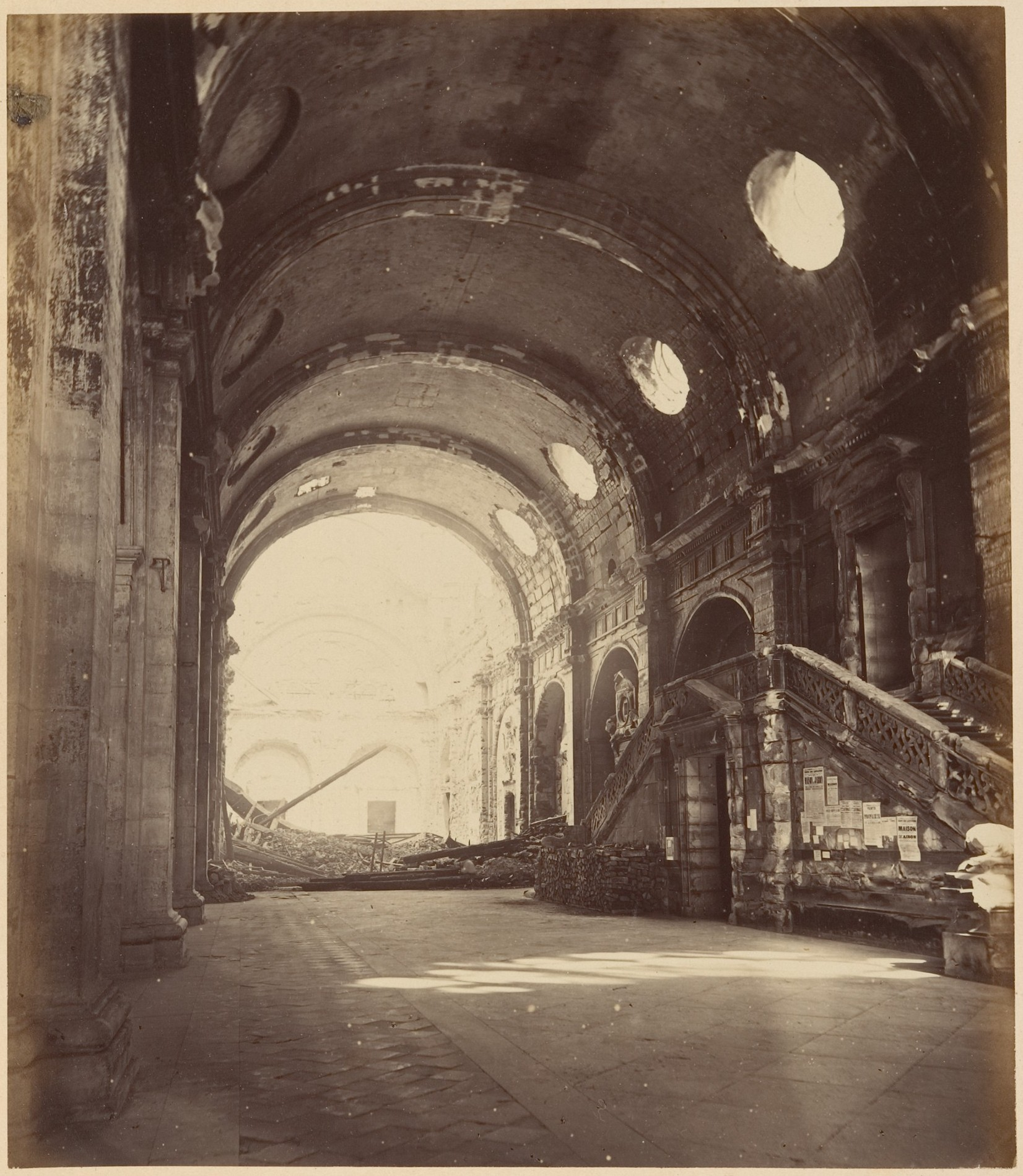
Photo par Alphonse Liébert.
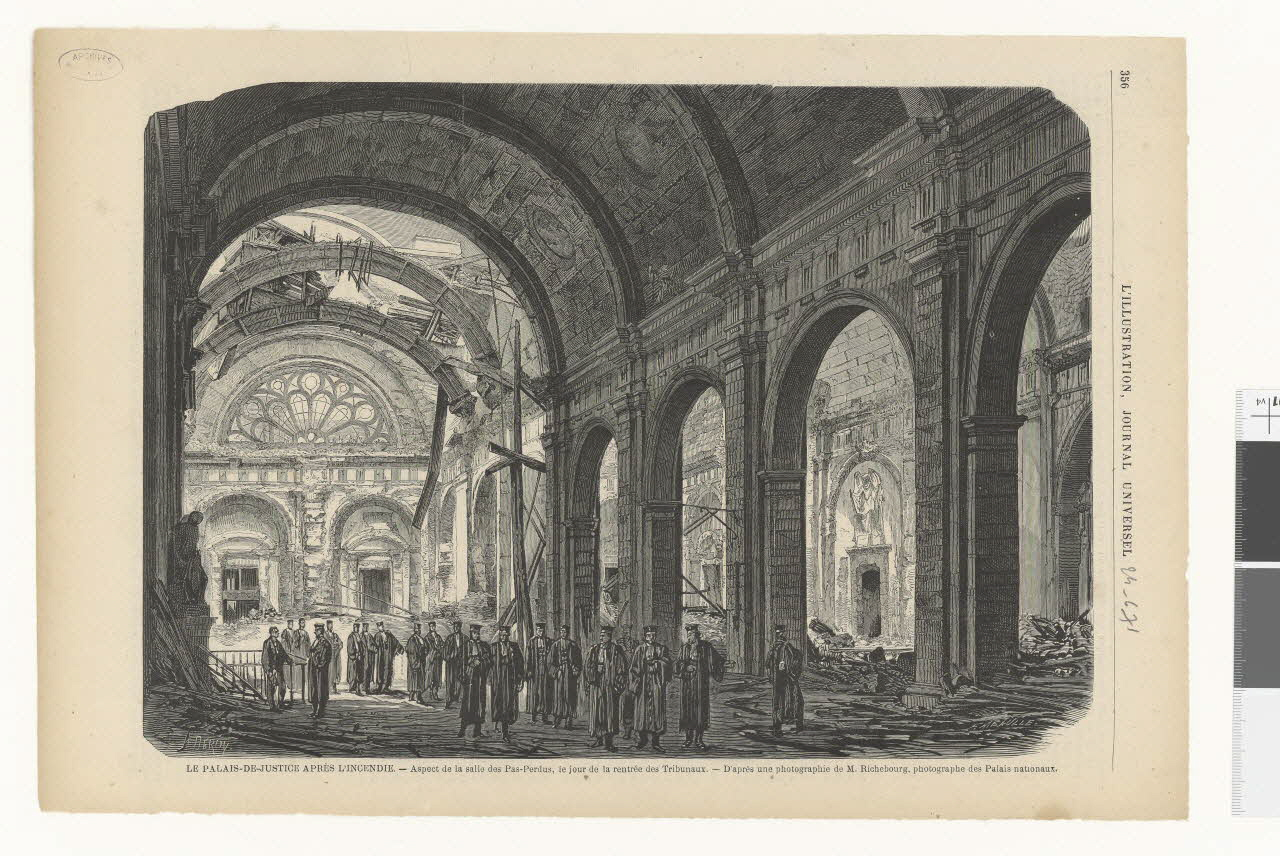
Gravure d'après une photo de Pierre-Ambroise Richebourg.

Le chantier est quasiment achevé lorsque éclatent les événements de 1870. Allumé en divers endroits du Palais de Justice par la Commune agonisante, l'incendie du 24 mai 1871 réduit à néant presque un quart de siècle de travaux. La première chambre du tribunal de première instance est installée à l’emplacement de la chambre dorée.
Honoré Daumet est de nouveau nommé architecte du Palais, après le décès de Duc en 1879. Les plans sont refaits et le chantier recommence en 1883. La Conciergerie est néanmoins achevée à cette date. Depuis 1914, le Palais n’a pas connu de travaux d’une telle envergure.
Toutes les maisons du quadrilatère délimité par le boulevard du Palais, la rue de la Sainte-Chapelle, la rue Mathieu-Molé (anciennement rue Sainte-Anne-en-la-Cité) et le quai des Orfèvres sont démolies en 1907 pour permettre la construction de l'extension du palais de justice par Albert Tournaire,.

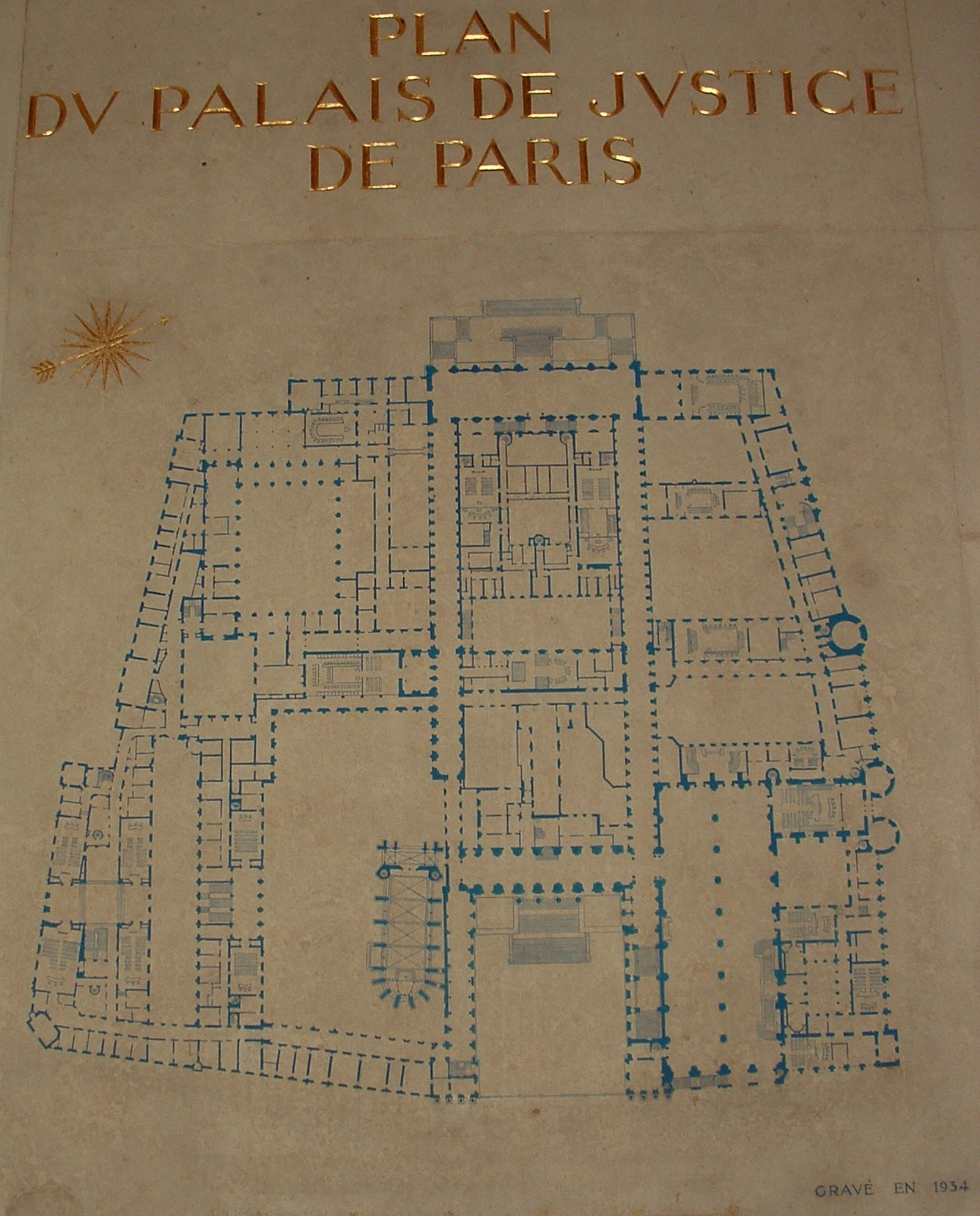
Plan du palais en 1934 gravé sur un mur.

La façade sud néo-gothique est marquée par de nombreux impacts de balles tirées lors de la Libération d'août 1944. En 1975, lorsque Jean-Charles Willoquet s’échappe de son procès, un coup de feu est tiré en l’air. La fissure dans la verrière au plafond est toujours visible en 2018.
Après les attentats de 1986, les mesures de sécurité transforment le Palais, et en particulier, l’accès direct de la station de métro Cité a été fermé.

### Le Palais de justice en 2009
En 2009, le palais est le centre névralgique de l’ordre judiciaire français, puisqu’il abrite notamment la Cour de cassation, qui en est sa juridiction la plus élevée.
La cour d'appel de Paris, ainsi que le tribunal de grande instance (TGI) de Paris, qui relève de sa juridiction, y siègent également. Les tribunaux d'instance parisiens sont répartis dans chacun des arrondissements de la capitale). Le Palais de Justice comporte également en son sein les services du Parquet attenant à ces juridictions.
La répartition de la surface au sein du bâtiment s’opère comme indiqué dans le tableau ci-dessous.
|                             | Surface occupée (en m²) | Pourcentage de la surface totale du Palais |
| --------------------------- | ----------------------- | ------------------------------------------ |
| Cour de cassation           | 10 300                  | 12,0                                       |
| Cour d’appel                | 18 550                  | 21,6                                       |
| Tribunal de grande instance | 41 600                  | 48,5                                       |
| Espaces communs             | 15 350                  | 17,9                                       |
| Total                       | 85 800                  | 100                                        |

Le tribunal de grande instance occupe de plus 27 693 m2 dans six annexes, dont celles au 11 rue de Cambrai (tribunal des pensions et le service des expropriations) et au 5-7 rue des Italiens (pôle économique et financier et pôle de santé publique).
Les avocats disposent au sein de ce palais d’environ 4 500 m2 de locaux (bibliothèque, vestiaires, bureaux).
Trois lieux de détentions existent au Palais de Justice. Le « dépôt » est placé sous le contrôle de la Préfecture de police de Paris. Il concerne les personnes déférées à l’issue de leur garde à vue. Chaque jour, environ 80 personnes en garde à vue le « fréquentent ». Elles y restent une vingtaine d’heures. La « souricière » est la zone d’attente des détenus écroués avant leur comparution ou audience devant un juge. Sous le contrôle de l’administration pénitentiaire, elle se compose de 75 cellules. Enfin un centre de rétention administrative est prévu pour les individus en situation irrégulière.
Le Palais de Justice reçoit chaque jour 13 000 personnes.

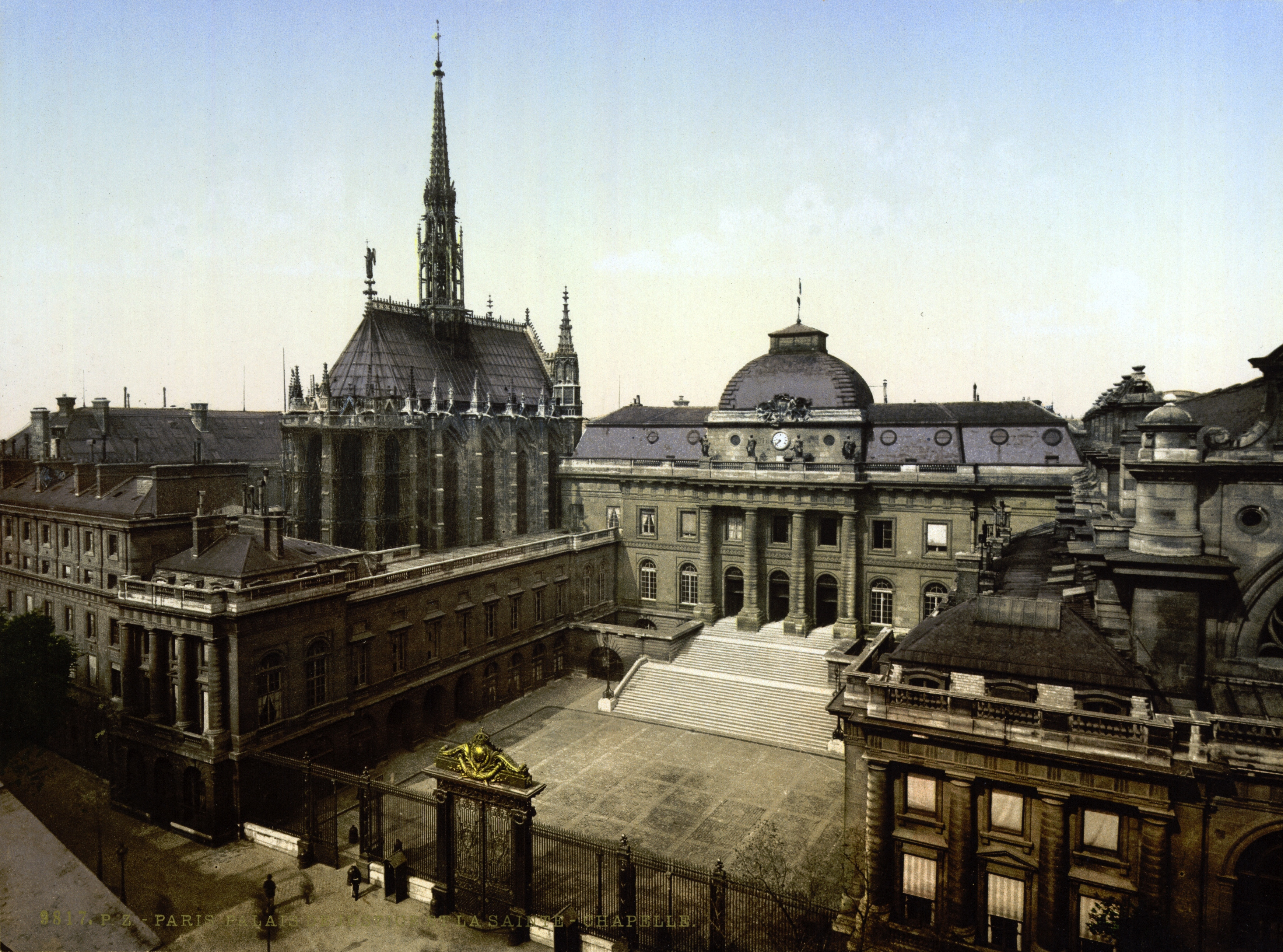
La cour du Mai et la Sainte-Chapelle, Boulevard du Palais (photochrome pris entre 1890 et 1900).
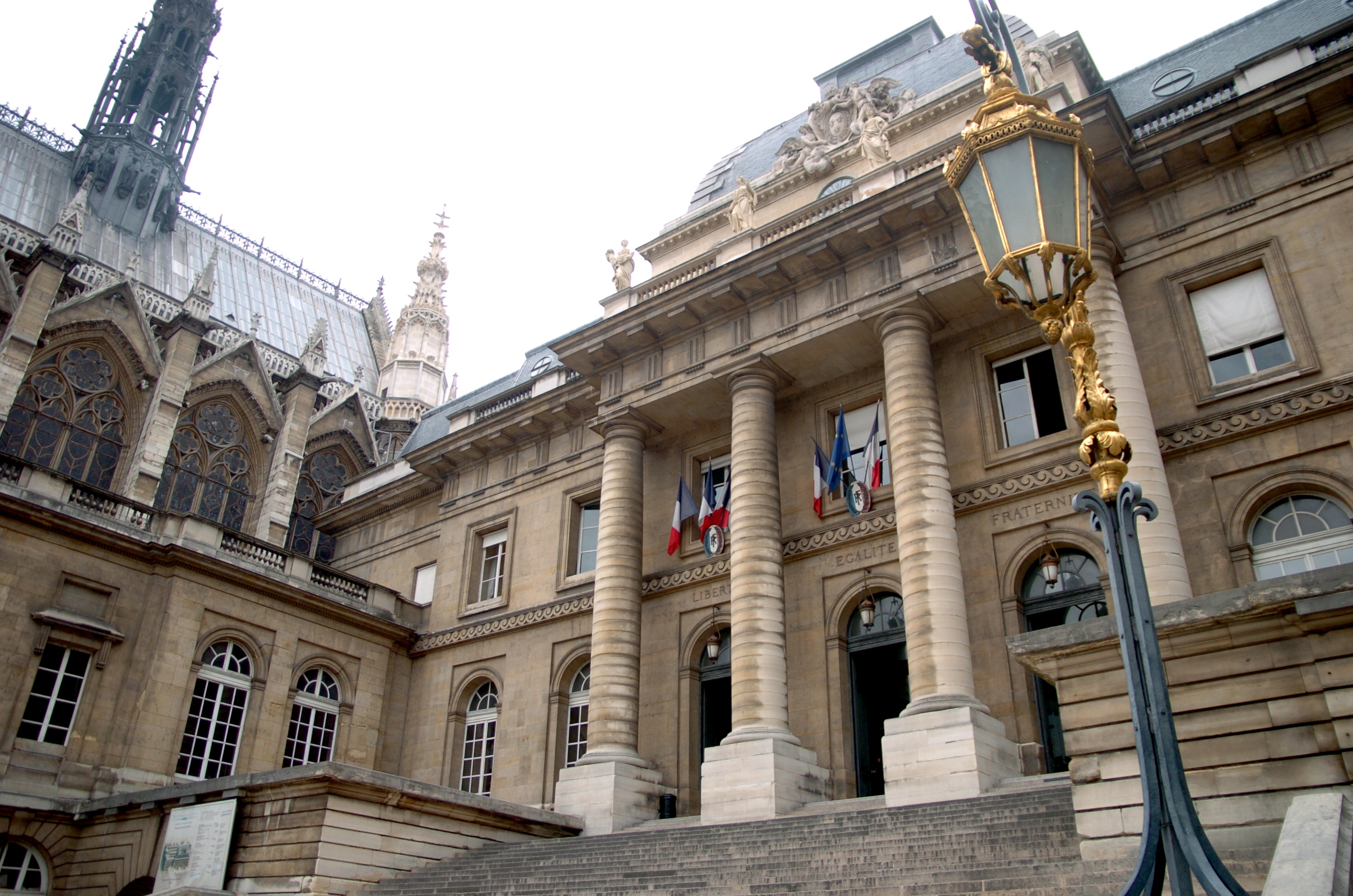
L'entrée du Palais de justice de Paris par le cour du Mai, avec la Sainte-Chapelle sur la gauche de l'image, le 2 septembre 2008.
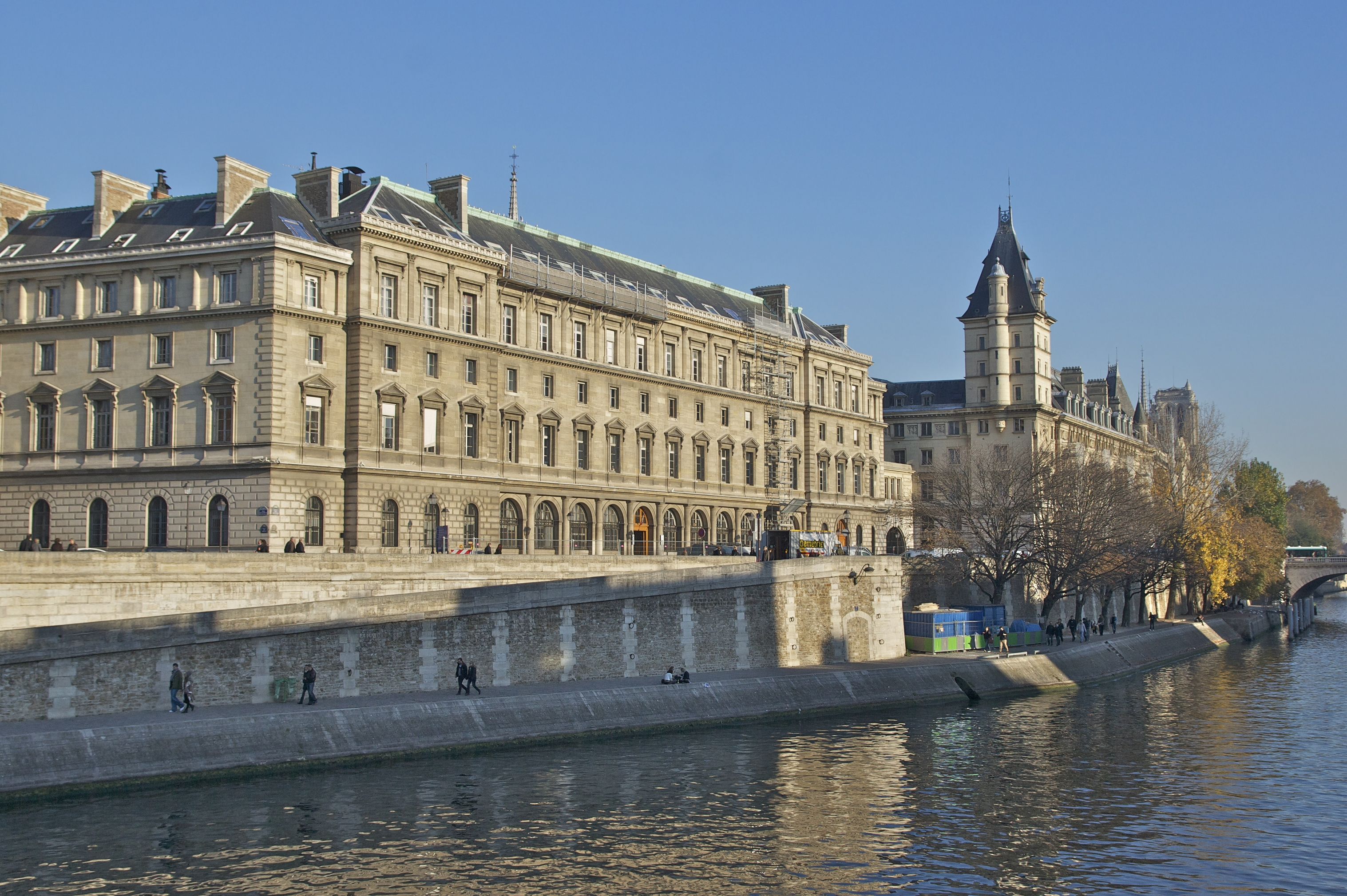
Ancien siège de la Direction régionale de la police judiciaire de Paris et cour d'appel au quai des Orfèvres[17] (photo prise en 2007).
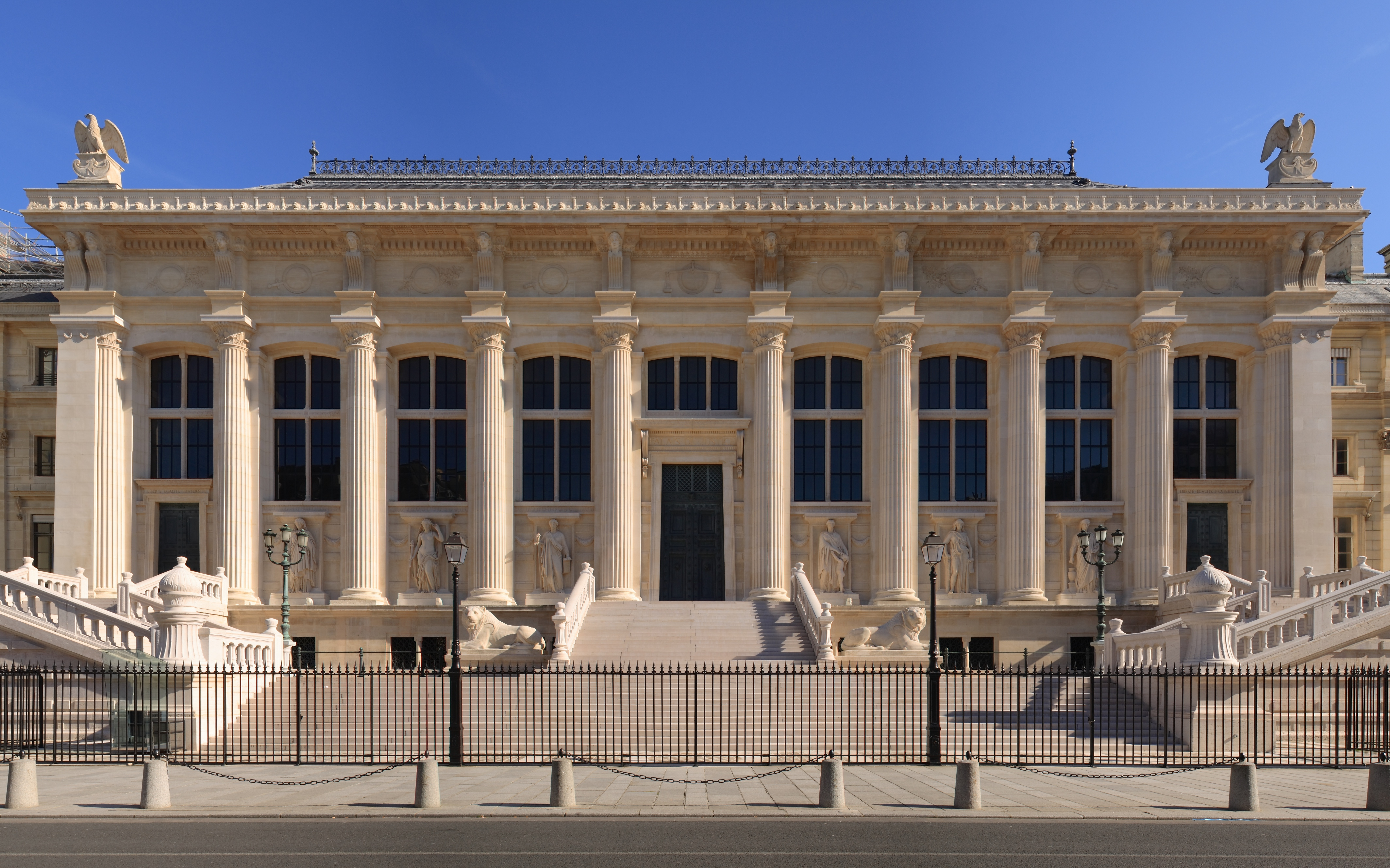
Façade rue de Harlay, entrée de la cour d'assises[17] (photo prise en 2011).
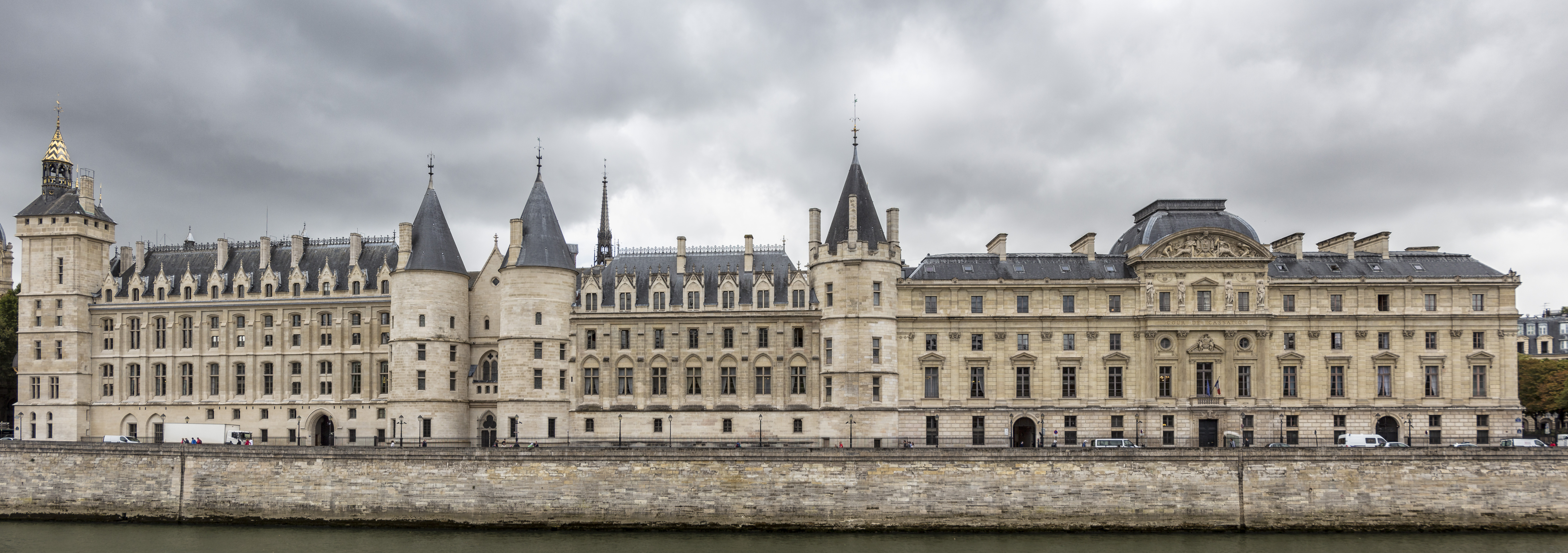
La Cour de cassation et, jusqu'en 2018, le tribunal de grande instance donnent sur le quai de l'Horloge[17].
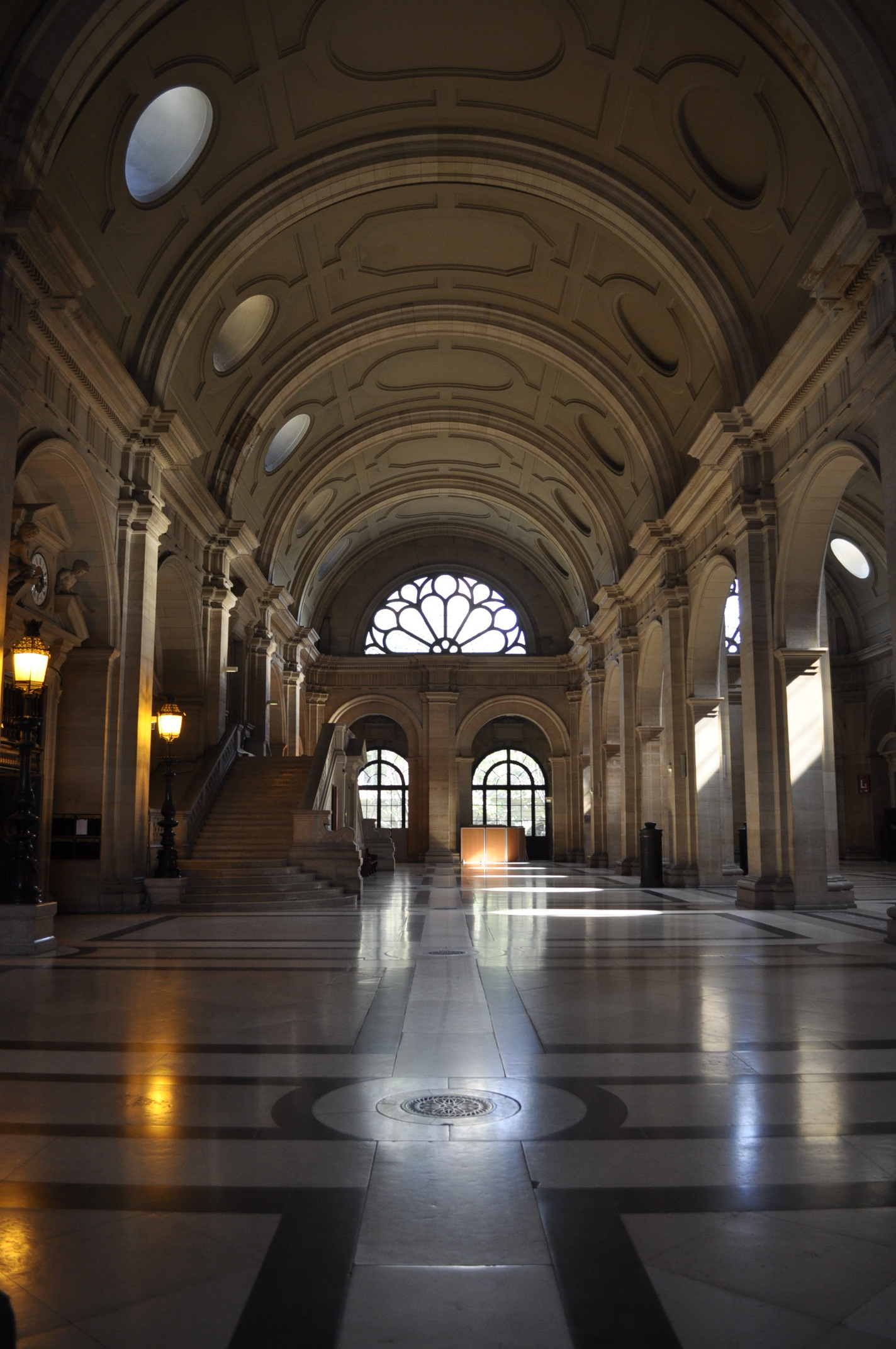
La salle des pas perdus, au-dessus de la salle des gens d'arme (photo prise en 2014).
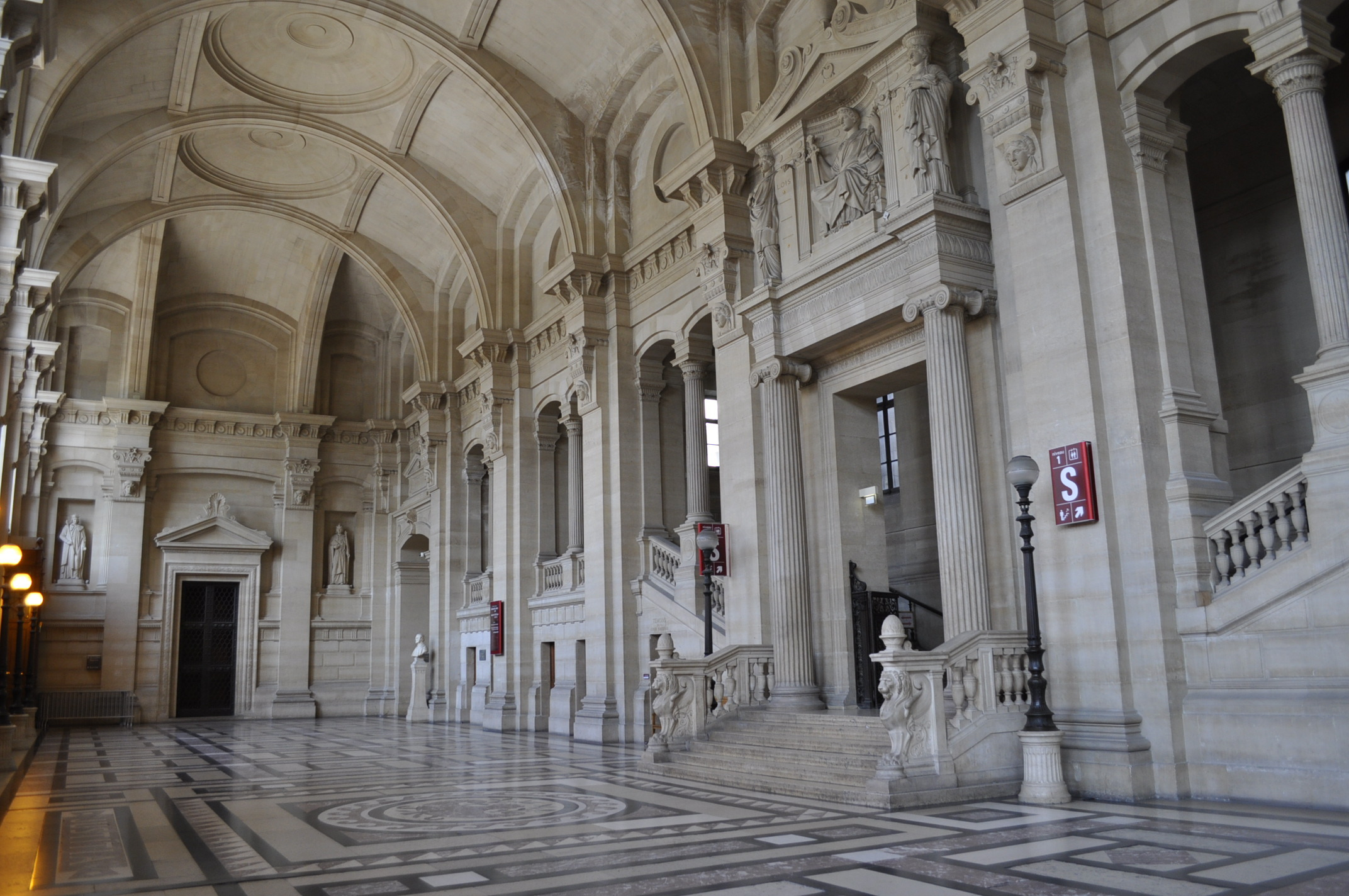
Le hall de Harlay, à l'extrémité ouest du palais (photo prise en 2015).

### 2018: déménagement du tribunal de grande instance
La question du déménagement du TGI figure dans un schéma directeur élaboré en 1997,. Le 27 janvier 2005, le Gouvernement exprime sa préférence pour le site de « Tolbiac », dans le 13e arrondissement. Mais la mairie de Paris s’oppose à ce projet qui n’aboutira pas.
Le 29 avril 2009, Nicolas Sarkozy annonce qu’il retient le site des Batignolles dans le 17e arrondissement pour l’implantation du tribunal. Après l’élection de François Hollande en 2012, le Gouvernement, d’abord défavorable au déménagement, annonce son accord en janvier 2013. Les travaux ont débuté en juin 2013. Le nouveau palais de justice, qui prend le nom de « Tribunal de Paris », accueille ses premières audiences en avril 2018.
La Direction régionale de la police judiciaire de la préfecture de police de Paris quitte le 36, quai des Orfèvres pour le 36, rue du Bastion, restant ainsi voisine du tribunal.

### Réaménagement

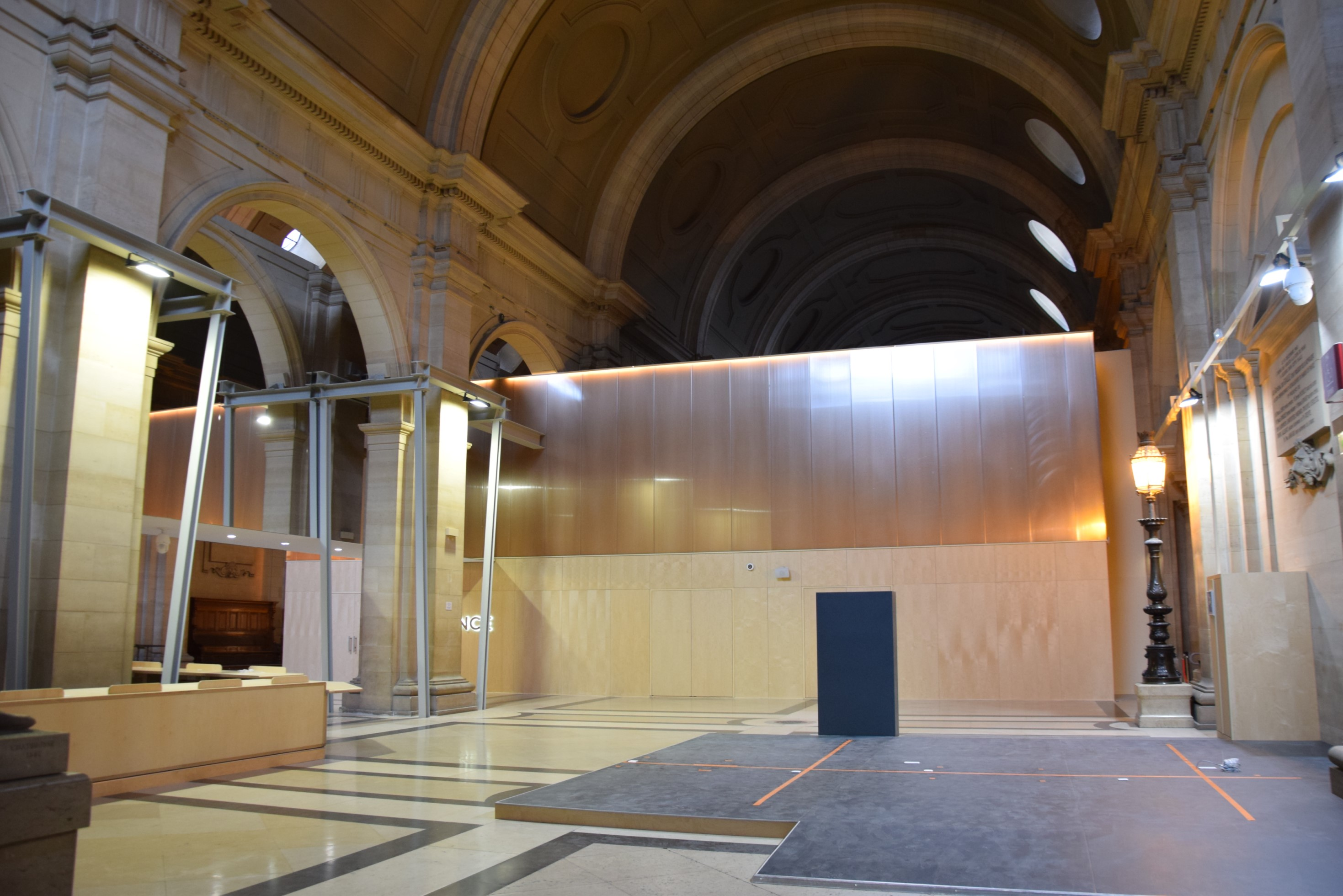
Salle « grands procès » construite dans la salle des pas perdus.

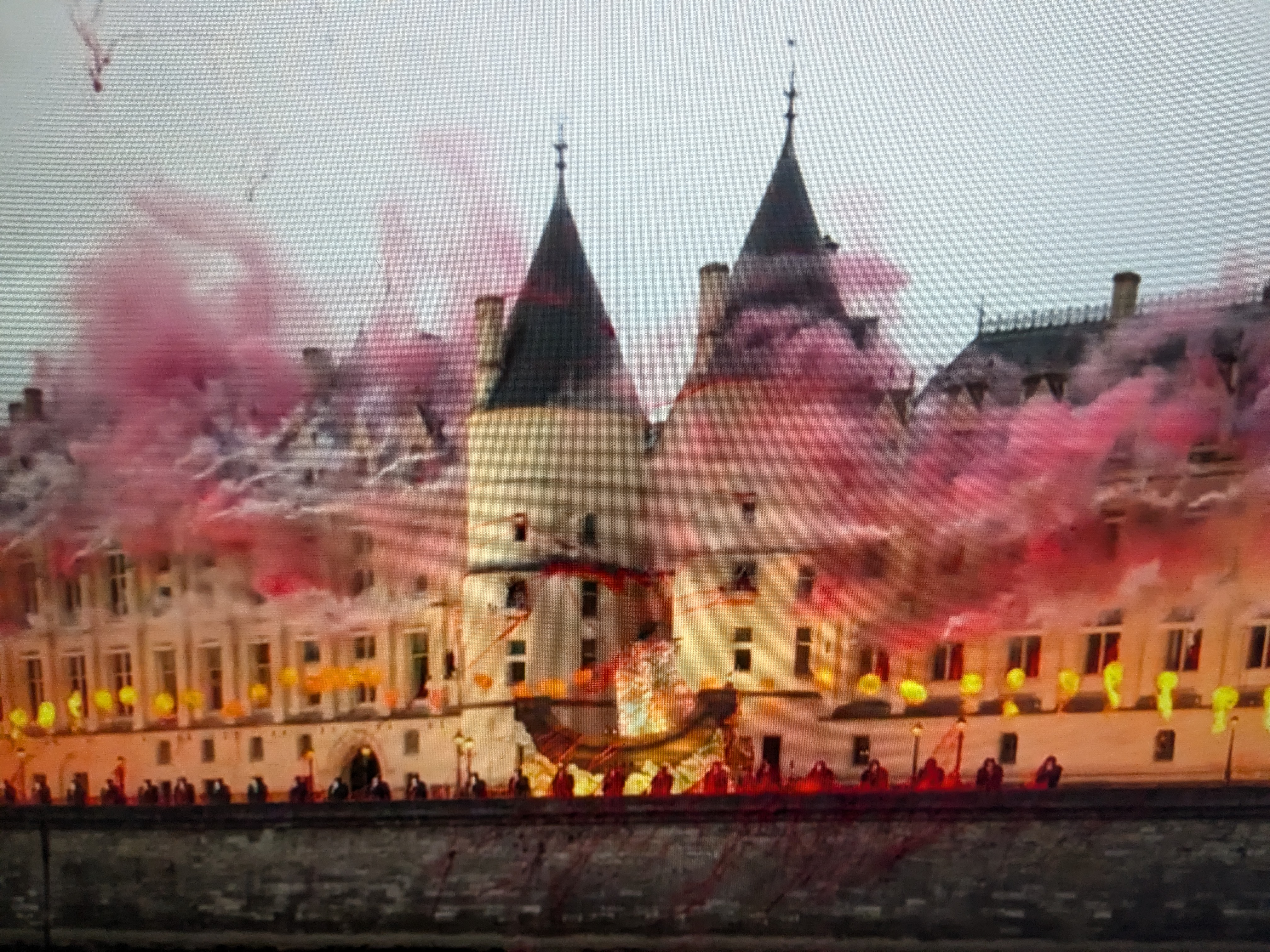
Le Palais de Justice lors de la cérémonie d'ouverture des Jeux olympiques d'été de 2024.

En décembre 2016, dans un rapport remis au président de la République François Hollande, le président du centre des monuments nationaux Philippe Bélaval et l'architecte Dominique Perrault proposent de renforcer l’attractivité culturelle et touristique de l’île de la Cité. Dans ce cadre, la Cour du Mai et la Galerie deviendraient un grand pôle public, permettant de relier la Conciergerie et la Sainte-Chapelle. Des cours seraient couvertes par des verrières, à l’image du palais du Louvre.
La rénovation du Palais de Justice devrait permettre d'offrir un meilleur accueil de la Cour de cassation et de la Cour d’appel de Paris,. La Cour de cassation réinvestit la « grand-chambre », et prévoit d’y installer la chambre sociale. Selon un calendrier de 2021, la rénovation du quart nord-est « B5 » commencera à la fin des « grands procès » (voir ci dessous), celle du quart sud-ouest (dont les anciens locaux de la PJ) s’étendra de 2022 à 2030. Les autres bâtiments seront réhabilités entre 2030 et 2040.
Une construction provisoire dans la salle des pas perdus, qui a nécessité treize mois de travaux en 2020-2021 et qui sera démontée en 2025, accueille le procès des attentats du 13 novembre 2015, celui de l’attentat du 14 juillet 2016 à Nice, des attentats de Trèbes et Carcassonne, de l’affaire du Mediator, de l'assassinat de Samuel Paty. Le procès des attentats de janvier 2015 s’est déroulé en 2020 au nouveau palais de justice.

## Filmographie

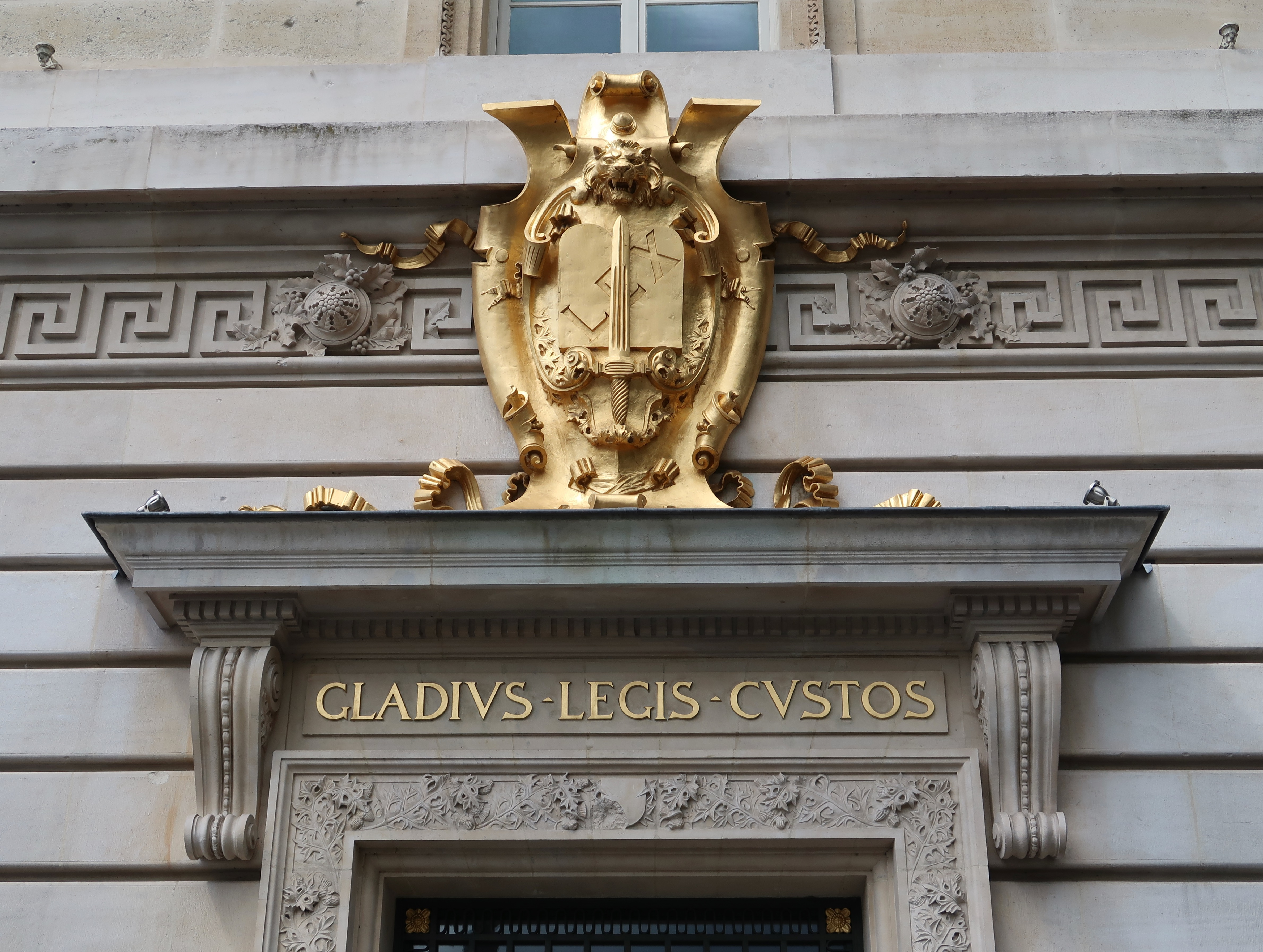
Locution latine Gladius legis custos (« Le glaive gardien de la loi »), à l'angle du boulevard du Palais et du quai des Orfèvres.

Films tournés au palais de justice de Paris :
- 1969 : Le Clan des Siciliens d'Henri Verneuil
- 1972 : L'aventure c'est l'aventure de Claude Lelouch
- 1994 : Délits flagrants de Raymond Depardon
- 2004 : 36 quai des Orfèvres
- 2008 : Commis d'office d'Hannelore Cayre
- 2013 : 9 mois ferme d'Albert Dupontel[34]
- 2016 : Tout pour être heureux de Cyril Gelblat[34]
- 2017 : Retour au Palais de Yamina Zoutat
- 2019 : J'accuse de Roman Polanski[35]
- 2024 : Le Comte de Monte-Cristo

On compte plusieurs séries également, comme Alice Nevers, le juge est une femme, Boulevard du Palais ou Engrenages.